# Amblyaspis scelionoides
Amblyaspis scelionoides är en stekelart som först beskrevs av Alexander Henry Haliday 1836.  Amblyaspis scelionoides ingår i släktet Amblyaspis och familjen gallmyggesteklar. Arten är reproducerande i Sverige. Inga underarter finns listade i Catalogue of Life.